# Hluboký Kovač
Hluboký Kovač este o arie protejată (arie specială de conservare — SAC, sit de importanță comunitară — SCI) din Republica Cehă întinsă pe o suprafață de 8,76 ha, integral pe uscat.

## Localizare
Centrul sitului Hluboký Kovač este situat la coordonatele 50°23′05″N 15°27′06″E / 50.384722°N 15.451667°E.

## Înființare
Situl Hluboký Kovač a fost declarat sit de importanță comunitară în noiembrie 2009 pentru a proteja 1 specie de animale. Situl a fost protejat și ca arie specială de conservare în noiembrie 2013.

## Biodiversitate
Situată în ecoregiunea continentală, aria protejată nu include niciun habitat protejat.
La baza desemnării sitului se află o specie protejată de  amfibieni: buhai de baltă cu burta roșie (Bombina bombina).